# Râle de Bogota
Rallus semiplumbeus
Espèce
Répartition géographique
Statut de conservation UICN

 VU B1ab(i,ii,iii,iv,v);C2a(i) : Vulnérable
Le Râle de Bogota (Rallus semiplumbeus) est une espèce d'oiseaux de la famille des Rallidae.

## Répartition
Cet oiseau est quasi-endémique de la zone humide de La Conejera (es) (Colombie).